# Culture dans les Hautes-Alpes
Le département des Hautes-Alpes comporte un vaste patrimoine naturel, culturel et bâti ; il dispose également de nombreux lieux de culture et festivals, notamment concernant la musique, le cinéma, et le théâtre.

## Patrimoine

### Lieux liés au patrimoine naturel

#### Parc national des Écrins et lieux liés

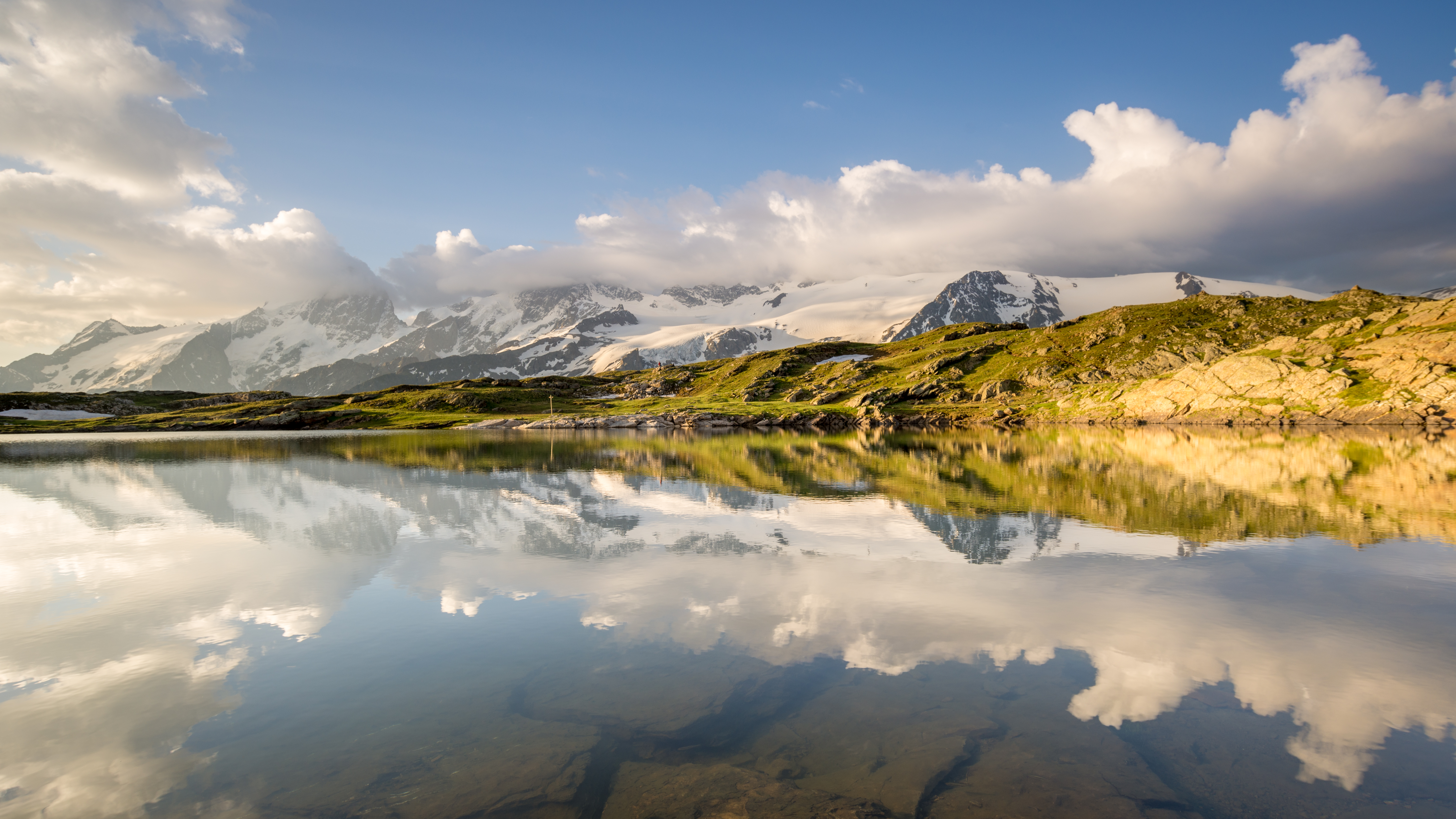
Lac du plateau d'Emparis avec vue sur les sommets de la Meije (3 983 m) et du Râteau, qui sont dans le massif des Écrins et le parc national des Écrins.

Le département des Hautes-Alpes, comme celui de l'Isère, est en partie dans l'aire du parc national des Écrins et il comporte plusieurs Maisons du parc, distribuées sur les différents secteurs concernés (Briançonnais, vallée de la Vallouise, Embrunais, vallée du Champsaur, Valgaudemar, Valbonnais et Oisans), qui abritent les équipes de terrain et sont également des lieux d'accueil et de préparation à la découverte de l'espace protégé et de ses patrimoines pour les visiteurs. Le siège du parc national des Écrins est à Gap, sur le domaine de Charance.

#### Sites du réseau Natura 2000
Plusieurs sites font partie du réseau Natura 2000.

#### Parcs naturels régionaux
Parmi les parcs naturels régionaux français, le département comporte le Parc naturel régional du Queyras et le Parc naturel régional des Baronnies provençales, entre Drôme et Hautes-Alpes.

#### Sites classés

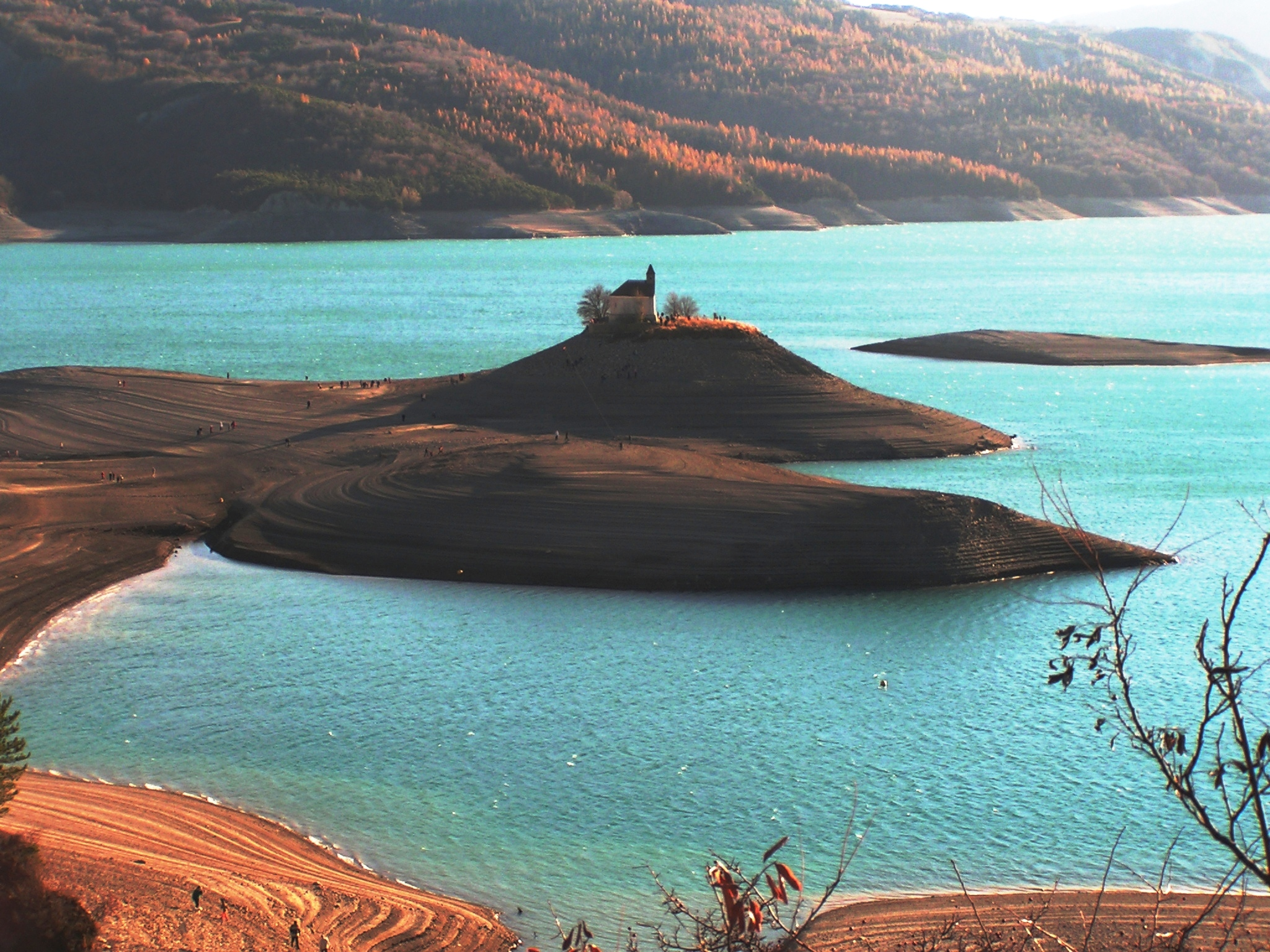
Chapelle Saint-Michel sur le Lac de Serre-Ponçon en hiver.

Parmi les sites classés du département des Hautes-Alpes, se trouvent entre autres la fontaine pétrifiante de Réotier, l'ensemble des Demoiselles Coiffées du Sauze-du-Lac, le Jardin botanique du col du Lautaret, et l'îlot de Saint-Michel à Prunières, sur le lac de Serre-Ponçon.

#### Sentiers d'interprétation
Plusieurs sentiers d'interprétation, au sein de l'environnement naturel, sont aménagés sur le territoire.

#### Domaine de Charance à Gap
À Gap, le Domaine de Charance, avec son château, est un lieu lié à la promotion de l'environnement ; il accueille notamment le siège du parc national des Écrins ainsi que le Conservatoire botanique national alpin de Gap-Charanc, l'écomusée agricole du Parlement, un jardin en terrasses, des bois et est traversé par le canal de Gap.

### Patrimoine bâti

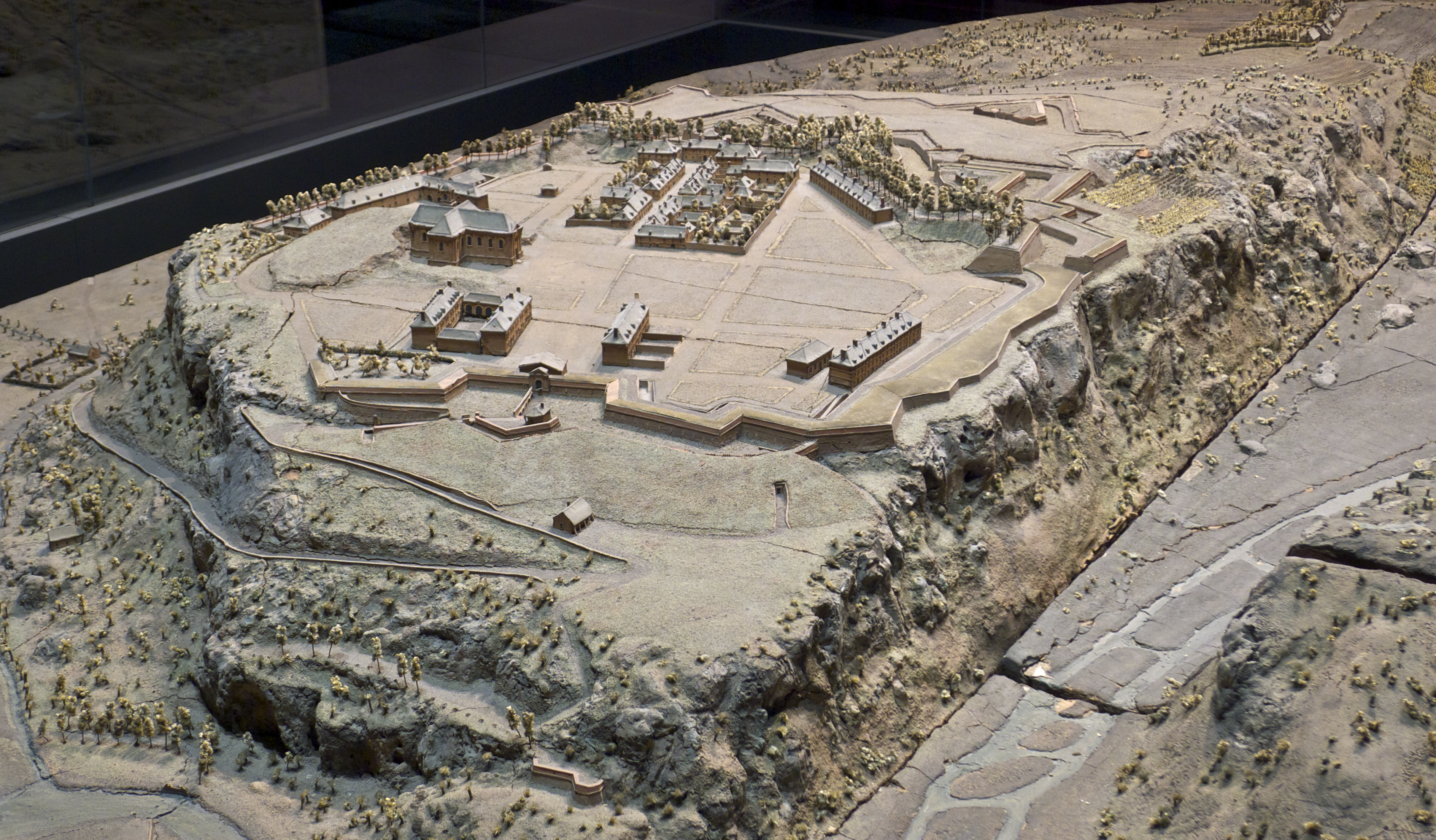
Plan-relief de la forteresse de Mont-Dauphin, construit en 1695. Échelle 1/600e. Le développement attendu de la ville a été anticipé.

Le département comporte un patrimoine bâti varié, composé notamment de sites aussi bien civils, administratifs, militaires ou religieux. Parmi les sites militaires, plusieurs portent la marque de l'ingénieur Vauban, dont la place forte de Mont-Dauphin, les fortifications et la vieille-ville de Briançon, qui comportent des éléments bâtis inscrits sur la liste du patrimoine mondial de l’UNESCO depuis 2008 et font également partie du Réseau des sites majeurs de Vauban. Le département comporte plusieurs châteaux, dont ceux de Picomtal,  Tallard, Montmaur, de Laragne, et le château-fort de Saint-Firmin.
Les sites religieux comportent notamment l'abbaye Notre-Dame de Boscodon ; deux cathédrales : la cathédrale Notre-Dame-et-Saint-Arnoux de Gap et la cathédrale Notre-Dame du Réal d'Embrun ; et de multiples autres édifices et sites.

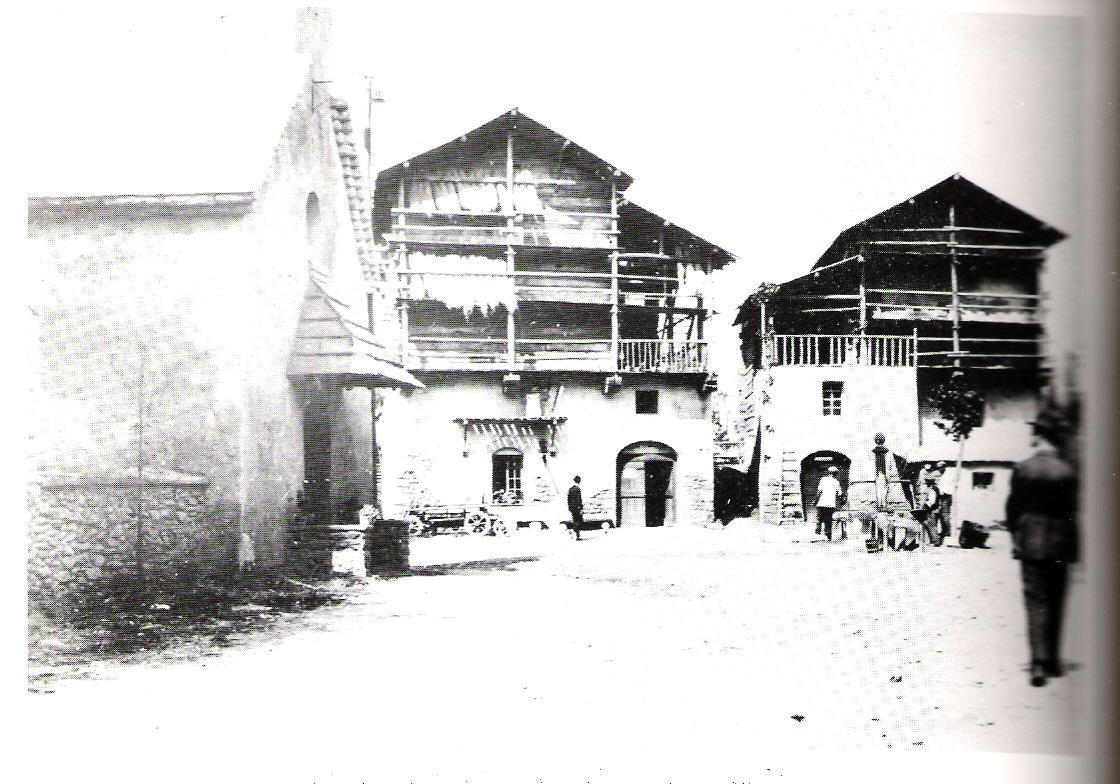
Les maisons du Queyras dans le village alpin reconstitué à Grenoble en 1925, en occasion de l'Exposition internationale de la houille blanche.

Par ailleurs, certaines vallées des Hautes-Alpes présentent une architecture vernaculaire qui leur est propre, telles le Queyras, avec notamment des fustes construites avec la fusto.
La station de ski des Orres est classée Patrimoine du XXe siècle.
Parmi les maisons et immeubles remarquables du département, se trouvent la Maison des Chanonges à Embrun, un bâtiment du XIIIe siècle de style roman et avec des baies géminées ; la Maison dite du Connétable Lesdiguières (datée de 1587) ; le bâtiment de la mairie de Veynes (1590) ; l'ancien château des Hugues à Lagrand ; « Les Arcades », maison de l'auteure Émilie Carles à Val-des-Prés ; et la Maison Eiffel (maison privée) à Courbevoie.

### Patrimoine culturel

#### Musées départementaux
- Musée Muséum départemental des Hautes-Alpes, à Gap, labellisé Musée de France[4]. Le musée offre notamment des expositions, conférences, ateliers et animations concernant l'art contemporain, l'archéologie, la photographie, les arts plastiques, la musique, l'histoire locale[5]. Les missions du musée, en lien avec ceux du label Musées de France, sont organisées selon trois grands axes : « l'inventaire et la conservation des collections incluant la collecte de patrimoines et la création ; l'information avec la formation, les médiations, les diffusions et des rendez-vous individuels ou en groupes ; l'ancrage territorial avec un suivi patrimonial, culturel, scientifique et technique sur des services et outils en mutualisation et en réseaux »[4]. Il est également en lien avec une soixantaine de sites, parcs, monuments et écomusées du département[4].

#### Autres musées
Parmi les autres musées du département, se trouvent celui de Laragne-Montéglin, le Musée d'art sacré du Monêtier-les-Bains, L'Estanco, la « Poste Musée ». Briançon propose un Musée de la mine depuis 1990 ; il est actuellement géré par la Société Géologique et Minière du Briançonnais (SGMB) en partenariat avec la ville de Briançon.
Le département comporte par ailleurs de nombreux écomusées, disséminés sur l'ensemble de son territoire.

#### Archives
Les Archives départementales des Hautes-Alpes sont un service géré par le département depuis les lois de décentralisation ; ce service collecte, classe, conserve et communique des archives, privées comme publiques, liées aux Hautes-Alpes,.

#### Bibliothèques et médiathèques
Parmi les services du département, se trouve la Bibliothèque départementale, qui comporte un réseau formé par des relais communaux et intercommunaux ; un bibliobus et un vidéobus permettent aussi un renouvellement des ouvrages et des échanges entre les différentes bibliothèques locales.
Le département comporte plusieurs médiathèques, dont La Ruche à Briançon.

#### Centre départemental de ressources des arts (CEDRA)
Tourné notamment vers les professionnels des arts vivants, des arts visuels et du patrimoine, le Centre départemental de ressources des arts (CEDRA) propose des informations, de la documentation, une expertise et une mise en réseau ; il propose également des répertoires des acteurs culturels dans les arts vivants et les arts visuels,.

#### Centres d'interprétation
Le département comporte plusieurs centres d'interprétation, dont le Centre d'interprétation de l'architecture et du patrimoine (CIAP) XXe à Savines-le-Lac ; la Maison de la Géologie et du Géoparc à Briançon ; et le Muséoscope du Lac, lié à l'histoire et à la construction du barrage de Serre-Ponçon.

### Œuvres d'art visibles depuis l'espace public et cadrans solaires

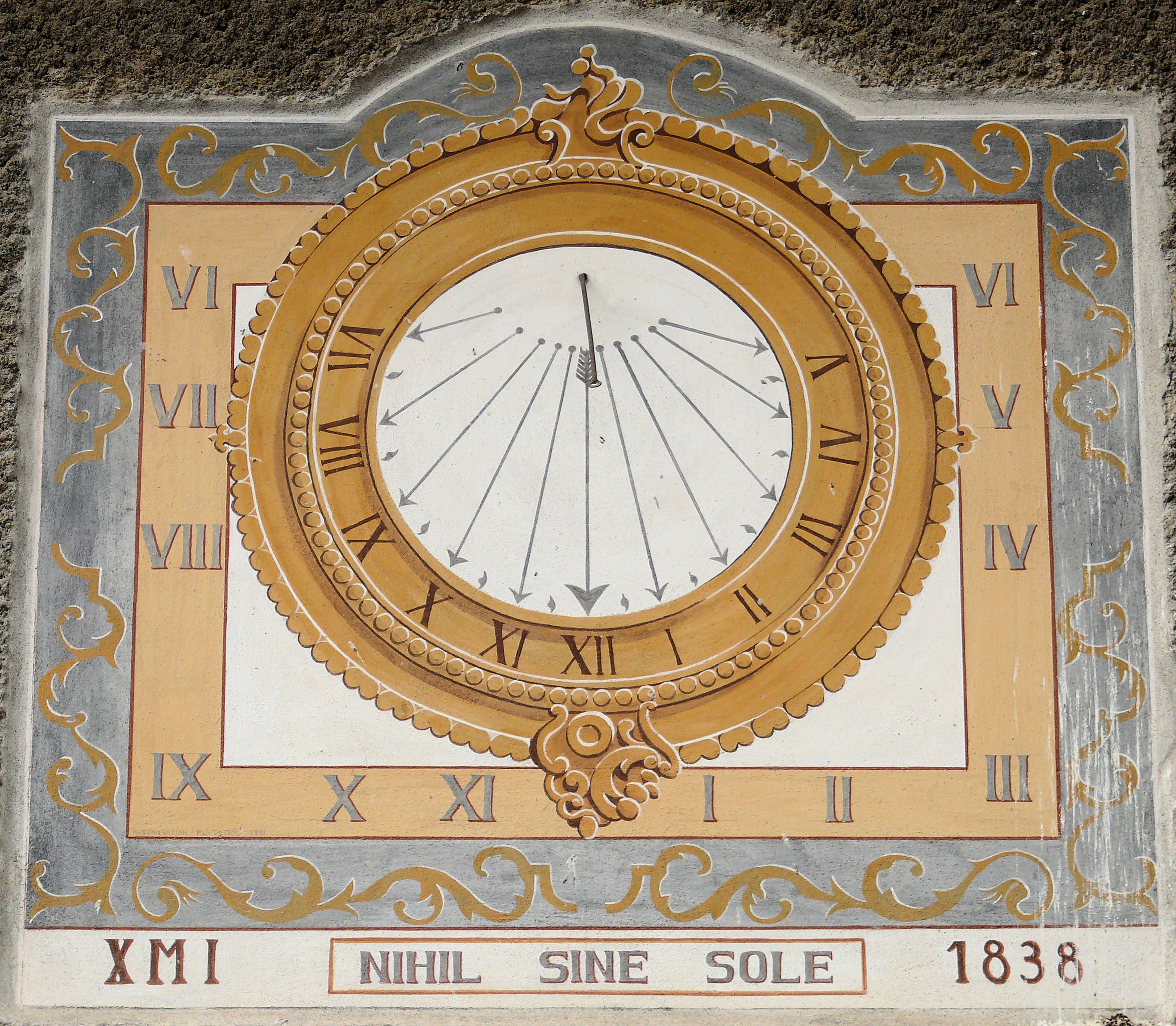
Un cadran solaire, à Aiguilles.

Outre de nombreuses œuvres d'art visibles depuis l'espace public telles que des statues, le département compte aussi de nombreux cadrans solaires dont certains très anciens.

## Création et arts vivants

### Centres culturels et salles de spectacles
Le département comporte notamment le centre culturel Le Quattro à Gap, qui accueille des spectacles, dont des concerts de musiques actuelles, mais aussi des expositions, des activités festives et citoyennes, ainsi que des activités économiques.
Parmi les salles de répétition et de concerts, se trouve La Face B, à Briançon.
Les communes du département comportent différentes Maisons de la Jeunesse et de la Culture (MJC).

### Centres d'art
Plusieurs centres d'art contemporain se trouvent dans le département, dont Les Capucins,,, à Embrun, qui propose également des résidences d'artistes ; et le Centre d'Art Contemporain, à Briançon.

### Théâtre
La ville de Gap compte plusieurs théâtres dont le Théâtre de la passerelle, Le Balladin et Les Machins pro. Briançon accueille le Théâtre du Briançonnais (TDB), qui fait partie des scènes conventionnées d'intérêt national « Art en territoire » depuis 2018, après avoir été une scène conventionnée pour les écritures d’ici et d’ailleurs à partir de 2014.
Plusieurs événements, dont certains festivals, proposent également des représentations théâtrales.

### Compagnies théâtrales
Parmi les compagnies théâtrales du département, se trouve la Compagnie Chabraque.

### Salles de cinéma
Le département compte plusieurs salles de cinéma : Le Centre, Le Club et Le Palace à Gap ; Le Cosmo et l’Éden Studio à Briançon ; le Central cinéma à Saint-Bonnet-en-Champsaur ; Les Variétés à Veynes ; Le Roc à Embrun ; Le Hublot à Laragne-Montéglin ; le Cinéma de la Forêt Blanche à Risoul ; L'eau vive à L'Argentière-la-Bessée ; Le rioubel à Guillestre ; et Le mélèze à Vars.

### Tournages de films dans le département
Parmi les œuvres cinématographiques et audiovisuelles tournées dans le département, se trouvent notamment le film L'Eau vive (1958), ou, plus récemment, des épisodes de la série télévisée Alex Hugo.

## Festivals

### Théâtre
Des représentations théâtrales sont proposées lors de plusieurs festivals, dont le Festival Gaby Laboucarie à Gap.
Le mystère briançonnais est également un élément culturel local ancien.

### Musique
Le département accueille plusieurs festivals consacrés à la musique, dont le Festival de Chaillol, depuis 1998 ; Jazz à Serres, depuis 2003 ; et le festival Messiaen au pays de la Meije, festival de musique contemporaine, depuis 1998.

### Livres, bandes dessinées
Plusieurs festivals consacrés au livre et à la bande dessinée se déroulent dans le département, dont le Festival plume de glace à Serre Chevalier, spécialisé dans le roman policier.